# Памятник Александру Мясникову
Па́мятник Алекса́ндру Мяснико́ву — памятник советскому терапевту и академику АМН СССР Александру Мясникову. Установлен 29 января 1973 года возле Московского института кардиологии. Авторами проекта являются скульптор Михаил Петрович Оленин и архитектор Виктор Валерьянович Калинин. В 1992-м признан объектом культурного наследия регионального значения.
Бронзовый погрудный бюст установлен на высокий гранитный постамент с памятной надписью: «Александр Леонидович Мясников». Скульптура выполнена с большим портретным сходством.